# Confessions Part II
«Confessions Part II» es una canción del cantante estadounidense Usher, y coproducido por Jermaine Dupri y Bryan-Michael Cox para el álbum Confessions, el cuarto álbum de Usher. Escrito por sí mismo, Jermaine Dupri y Bryan-Michael Cox, la canción es una confesión de un hombre a su esposa sobre su amante, impregnados, una secuela de "Confessions Part I" en el que narra la infidelidad de un hombre. Estos contenidos personales de los rumores iniciales tienen respuestas a la opinión pública antes de la publicación del video, creyendo que era de Usher que estaba con la verdad, pero Dupri anunció que la historia detrás del álbum es Usher y explicó que sólo se ha inspirado sus amigos, que tenían "experiencias similares". La canción recibió críticas mixtas entre los críticos.
La canción fue lanzada como tercer sencillo del álbum, tras el éxito de Burn". El sencillo llegó a lista estdunidense Billboard Hot 100 durante dos semanas, por lo que es también el tercer sencillo del álbum. A nivel internacional, el sencillo tuvo menos éxito que las versiones anteriores del álbum.

## Remix y otros versiones
El remix oficial fue lanzada bajo el nombre de "Confession" donde se interpreta una estrofa nueva por Usher, Shyne (fue interpretado por el a través de un teléfono mientras estaba en la cárcel), Kanye West, Twista y Jermaine Dupri. La canción fue parodiada por "Weird Al" Yankovic en su álbum Straight Outta Lynwood como "Confessions Part III". La canción fue interpretada en la serie de televisión Glee
como un mash-up junto a la canción de Bon Jovi It's My Life.

## Canciones
UK CD 1
1. «Confessions Part II»
2. «My Boo» (dueto com Alicia Keys)

UK CD 2
1. «Confessions Part I»
2. «My Boo»
3. «Confessions Part II» (remix com Shyne, Kanye West e Twista)
4. «Confessions Part II» (videoclipe)
5. «My Boo» (videoclipe)

## Posicionamiento
| Listas (2004)                          | Mejor posiciones |
| -------------------------------------- | ---------------- |
| Australia (ARIA)                       | 5                |
| Dinamarca (Tracklisten)                | 8                |
| Francia (SNEP)                         | 43               |
| Irlanda (IRMA)                         | 7                |
| Reino Unido (UK Singles Chart)         | 5                |
| Estados Unidos (Billboard Hot 100)     | 1                |
| Estados Unidos (Hot R&B/Hip-Hop Songs) | 1                |
| Estados Unidos (Mainstream Top 40)     | 7                |